# Ramon Gittens
Ramon Gittens (* 20. Juli 1987 in Bridgetown) ist ein barbadischer Leichtathlet, der sich auf den Sprint spezialisiert hat.

## Sportliche Laufbahn
Erste internationale Erfahrungen sammelte Ramon Gittens bei den Zentralamerika- und Karibik-Juniorenmeisterschaften 2002 in Bridgetown, bei denen über 100 und 200 Meter in der ersten Runde ausschied und mit der barbadischen 4-mal-100-Meter-Staffel die Silbermedaille gewann. Bei den CARIFTA-Games 2003 in Port of Spain gewann er die Bronzemedaille über 100 Meter sowie Silber mit der Staffel und belegte über 200 Meter Platz vier. Anschließend erfolgte die Teilnahme an den Jugendweltmeisterschaften in Sherbrooke, bei denen er in beiden Einzeldisziplinen in das Halbfinale gelangte, dort aber nicht mehr antrat. 2004 nahm er erneut an den CARIFTA-Games in Hamilton teil und belegte dort Platz fünf über 100 Meter sowie Platz sechs über 200 Meter. Zudem gewann er mit der barbadischen Stafette die Bronzemedaille.
2005 wurde er bei den CARIFTA-Games in Bacolet Vierter über 200 Meter und Sechster über 200 Meter. Bei den Zentralamerika- und Karibikmeisterschaften (CAC) in Nassau schied er in 10,98 s in der ersten Runde im 100-Meter-Lauf aus. Anschließend nahm er an den Panamerikanischen Juniorenmeisterschaften in Windsor teil und wurde dort Vierter über 200 Meter sowie Achter über 100 Meter. 2006 gewann er die Bronzemedaille über 100 Meter bei den CARIFTA-Games in Les Abymes. Bei den CAC-Juniorenmeisterschaften in Port of Spain gewann er Silber mit der Staffel und über 200 Meter sowie Bronze über 200 Meter. Über 200 Meter qualifizierte er sich für die Juniorenweltmeisterschaften in Peking und belegte dort in 21,25 s den fünften Platz.
2007 schied er bei den NACAC-Meisterschaften in San Salvador und den Panamerikanischen Spielen in Rio de Janeiro in der ersten Runde über 200 Meter aus. 2008 gelangte er bei den CAC-Meisterschaften in Cali in das Semifinale über 200 Meter, trat dort aber nicht noch einmal an. Anschließend wurde er bei den U23-NACAC-Meisterschaften in Toluca de Lerdo Fünfter über 100 Meter und schied über 200 Meter in der ersten Runde aus. 2009 schied er bei den Zentralamerika- und Karibikmeisterschaften in Havanna in beiden Sprintdisziplinen im Vorlauf aus, qualifizierte sich aber in beiden für die Weltmeisterschaften in Berlin, bei denen er mit 10,47 s und 21,33 s in der ersten Runde ausschied.
Zwei Jahre später belegte er bei den CAC-Meisterschaften in Mayagüez den fünften Platz über 100 Meter, für die er sich erneut für die Weltmeisterschaften in Daegu qualifizierte, dort aber in 10,42 s in der ersten Runde ausschied. Daraufhin nahm er an den Panamerikanischen Spielen in Guadalajara teil und erreichte dort das Halbfinale. 2012 qualifizierte er sich erstmals für die Olympischen Spiele in London, bei denen er im Vorlauf mit 10,35 s ausschied. 2013 gewann er bei den CAC-Meisterschaften in Morelia in 1,0,19 s die Bronzemedaille über 100 Meter. Bei den Weltmeisterschaften in Moskau schied er im Einzelbewerb in 10,31 s im Halbfinale aus. Mit der Staffel schied er in 38,94 s in der ersten Runde aus.
2014 belegte er bei den World Relays auf den Bahamas mit der 4-mal-200-Meter-Staffel den vierten Platz und schied mit der 4-mal-100-Meter-Staffel in der Vorrunde aus. Bei den Commonwealth Games in Glasgow belegte er in 10,25 s den achten Platz. Bei den IAAF World Relays 2015 wurde er mit der 100-Meter-Staffel Zweiter im B-Finale und schied mit der 4-mal-200-Meter-Staffel in der Vorrunde aus. Bei den Panamerikanischen Spielen in Toronto gewann er in 10,07 s die Silbermedaille hinter Andre De Grasse und belegte mit der Staffel den vierten Platz. Anschließend gewann er bei den NACAC-Meisterschaften in San José Silber über 100 Meter und Bronze mit der Staffel. Zudem gelangte bei den Weltmeisterschaften in Peking bis in das Halbfinale.
2016 nahm Gittens an den Hallenweltmeisterschaften in Portland teil und gewann dort im Finale über 60 Meter mit neuem Landesrekord von 6,51 s die Bronzemedaille. Er nahm erneut über beide Sprintstrecken an den Olympischen Spielen in Rio de Janeiro teil und schied über 200 Meter in 20,58 s in der ersten Runde aus wie auch über 100 Meter in 10,25 s. Zudem war er der Fahnenträger bei der Eröffnungsfeier der Spiele. 2017 gewann er bei den World Relays die Silbermedaille mit der 4-mal-100-Meter-Staffel und qualifizierte sich über 100 Meter für die Weltmeisterschaften in London, bei denen er mit 10,24 s in der ersten Runde ausschied. Zudem schied er mit der barbadischen Staffel mit 39,13 s im Vorlauf aus.
2018 nahm er zum zweiten Mal an den Commonwealth Games im australischen Gold Coast teil und schied dort über 100 Meter mit 10,44 s im Halbfinale aus. Zudem belegte er mit der barbadischen Staffel den fünften Platz.
2008 und 2016 wurde Gittens barbadischer Meister über 200 Meter sowie 2012, 2013 und 2016 über 100 Meter. Er ist Absolvent der St. Augustine’s University in Raleigh.

## Persönliche Bestleistungen
- 100 Meter: 10,02 s (+1,9 m/s), 8. Juni 2013 in Montverde
  - 60 Meter (Halle): 6,51 s, 18. März 2016 in Portland (Barbadischer Rekord)
- 200 Meter: 20,42 s (0,0 m/s), 27. Juni 2016 in Bridgetown
  - 200 Meter (Halle): 21,20 s, 12. März 2011 in Albuquerque